# Frank Löffler
Frank Löffler, född 9 augusti 1980 i Immenstadt im Allgäu i Bayern, är en tysk tidigare backhoppare. Han representerade SC Oberstdorf.

## Karriär
Frank Löffler startade i junior-VM 1998 i St. Moritz i Schweiz. Han hoppade i lagtävlingen och blev junior-världsmästare tillsammans med tyska laget. Löffler debuterade i världscupen i Harrachov i Tjeckien 7 februari 1999. Han slutade på en 24:e plats i debuttävlingen. Han var bland de tio bästa i en deltävling i världscupen första gången i Iron Mountain i USA 26 februari 2000. Han blev nummer 7 i en tävling som vanns av landsmannen Martin Schmitt. Dagen efter blev han nummer åtta i samma backen. Löffler tävlade fyra säsonger i världscupen. Som bäst blev han nummer 23 sammanlagt i världscupen, säsongen 2000/2001. I tysk-österrikiska backhopparveckan blev han som bäst säsongen 1999/2000 då han blev nummer 22 sammanlagt. han blev nummer 10 sammanlagt i Sommar-Grand-Prix 2001.
Löffler blev tysk mästare 2000 på hemmaplan i Oberstdorf i lagtävlingen med Team Bayern. Individuellt vann han en bronsmedalj. 2002 i Winterberg vann han båda tävlingarna i tyska mästerskapen, individuellt och i laghoppning. Under tyska mästerskapen 2003 i Oberwiesenthal vann han laghoppningen och tog en bronsmedalj individuellt.
Under Skid-VM 2001 i Lahtis i Finland tävlade Frank Löffler i de individuella grenarna. Han blev nummer 28 i normalbacken och nummer 40 i stora backen. Tyska laget vann en guldmedalj i lagtävlingen i stora backen och en bronsmedalj i normalbacken utan Löffler i laget.
I början av säsongen 2003/2004 vräktes Frank Löffler från tyska landslaget på grund av "övervikt". Han vägde 72 kg och var 187 cm lång. Landslagstränaren och Tyska skidförbundet tyckte han skulle banta ner sig till 68 kg. Efter en heftig debatt om bantningshysterin inom backhoppningssporten avslutade Frank Löffler sin aktiva backhoppskarriär 2004.

## Övrigt
Frank Löffler är barnbarn till backhopparen Sepp Weiler.